# Dorsteniasläktet
Dorsteniasläktet (Dorstenia) är ett växtsläkte i familjen mullbärsväxter med cirka 170 arter. Några arter odlas som krukväxter i Sverige.